# Алея слави (Стрий)
Алея Слави — меморіальний комплекс пам'яті Героям Стрийщини, загиблим у російсько-українській війні (з 2014) на сході України. Розташована в місті Стрий.

## Відомості
По обидва боки Алеї Слави розташовані портрети з іменами загиблих Героїв Стрийщини.
Урочисте відкриття Алеї відбулося 23 травня 2024 року.